# Szlovén partizánregény
A szlovén partizánregény a 20. század második felének történelmi regényeinek részét képezi típusa. A második világháború idején, 1941-1945 között dúló partizánharcairokról és a partizánok mindennapjairól szól.

## Keletkezése és változása
A partizánregény a felszabadítási irodalom (NOB literatura) részét képezi. A lírával és a drámával szemben lényegében a II. világháború után kezdtek írni ilyen témájú prózát, és napjainkig népszerű téma a szlovén irodalomban. Már a háború idején is született néhány partizánokról szóló elbeszélés, de azok vagy nem befelezettek. Miren Jarec: Čudež nad Bistro), vagy csak a háború vége után jelent meg (Vitomil Zupan: Andante patetico c. elbeszélése és Modre dekliške oči za Paveliča c. elbeszélése). Az idősebb szerzők a szocialista realizmus háború előtti hagyományait követték (Ciril Kosmač, Miško Kranjec), a fiatalabb generáció már az újabb áramlattal sodródott (Vitomil Zupan, Vladimir Kavčič). A kortárs regényekben előforduló partizántörténetek alapját a személyes élmények, elbeszélések alkotják.

## Jellemzői
Mivel olyan művekről van szó, amelyek közvetlenül a háború után keletkeztek, a partizánregény egyik irodalmi áramlathoz sem tartozik, inkább több irányzat összefonódása, ahol a szocialista realizmus a legjellegzetesebb. Így a NOB-irodalom legfőbb tendenciája az, hogyan változik az emberi lélek a harcok során. Ezzel a jellegzetességgel könnyen volt használható különböző ideológiák népszerűsítésére.
Később újabb irodalmi áramlatokat is alkalmaztak a partizánregényírók. Miško Kranjec objektívan láttatja ezt a korszakot a Za svetlimi obzorji c. regényében inkább dokumentarista módon mutatja be a partizánharcokat és azok hátterét. Ciril Kosmač a morális perspektívát emelte ki, azon belül is a hősiességet (Balada o trobenti in oblaku). Zupan hőse egy értelmiségi, az individualista társadalomból kiközösített ember (Menuet za kitaro). Másfajta problematikát vet fel Ben Zupančič a Sedmina c. regényében: Ljubljana ostromát. Tone Svetina pedig terjedelmes trilógiában dolgozta fel a kérdést (Ukana – a trilógiát még egy 4. és 5. kötet is követte).
Alojzija Zupan Sosič a partizánok etikáját kutatja a kortárs regényekben (Maruša Kresa: Da me je strah?, Nedeljka Privejec: Saga o kovčku, Zdenko Kodrič: Opoldne zaplešejo škornji, Jože Snoj: Ubijanje skače, Drago Jančar: To noč sem jo videl). Alojzija Zupan Sosič szerint a partizánok legfontosabb tulajdonságai az egymásért való felelősség, az önmegtartóztatás, becsületesség, hűség, de ugyanakkor a mai regények nem hallgatják el a partizánok kegyetlenségét, erőszakosságát sem, így az előző évtizedekben keletkezett műveknél reálisabb képet kaphatunk a 20. század 40-es éveiről.

## A legjelentősebb partizánregények
- Edvard Kocbek: Spominske partizanske knjige Tovarišija (1949), Slovensko poslanstvo (1964), Listina (1976)
- Karel Grabeljšek: Dolomiti se krušijo (1955), Pomlad brez lastovk (1957), Most (1959), Med strahom in dolžnostjo, 1967)
- Vladimir Kavčič: trilogija Žrtve (1968–70), Zapisnik (1973)
- Stanka Vilhar: Sence pod Matajurjem (1963)
- Mimi Malenšek: Daj mi roko, pomlad (1957)
- Vasja Ocvirk: Soncu ni verjeti (1960)
- Miško Kranjec: Nad hišo se ne kadi več (1960)
- Matej Bor: Daljave (1961)
- Mitja Vošnjak: Onkraj ceste se spet začenja življenje (1963)
- Stanka Vilhar: Sence pod Matajurjem (1963)
- Mile Pavlin: Čigav si? (1964)
- Nada Matičič: Ljudje z rdečim nebom (1969)
- Ivo Zorman: V tem mesecu se osipa mrak (1969)
- Niko Košir: Mojih šestošestnajst partizanskih dni (1988)
- Janko Perat: Krokarjeva jesen (1988)
- Rudi Šeligo: Izgubljeni sveženj (2002)
- Nedeljka Pirjevec: Saga o kovčku (2003)
- Jože Snoj: Ubijanje kače (2011)
- Zdenko Kodrič: Opoldne zaplešejo škornji (2011)
- Drago Jančar: To noč sem jo videl (2011)
- Maruša Krese: Da se bojim? (2012)